# Angeborene Taubheit bei Katzen
Die Angeborene Taubheit bei Katzen ist eine angeborene Form der Taubheit bei Katzen. Sie zeigt sich häufig bei weißen Katzen. Sie wird im Allgemeinen durch eine Degeneration des Innenohrs verursacht. Bei weißen Katzen ist Taubheit wesentlich weiter verbreitet als bei farbigen Katzen. Nach Angaben der American Society for the Prevention of Cruelty to Animals (ASPCA) sind „17 % bis 20 % der weißen Katzen mit nicht-blauen Augen, 40 % der weißen Katzen mit verschiedenfarbigen Augen mit einem blauen Auge und 65 % bis 85 % der blauäugigen weißen Katzen taub“.
Weiße Hauskatzen mit blauen Augen sind oft vollständig taub. Weiße Katzen können unabhängig von ihrer Augenfarbe taub sein. Die Wahrscheinlichkeit der Taubheit ist aber für weiße Katzen mit blauen Augen am größten. Bei weißen Katzen mit unterschiedlichen Augenfarben (odd-eyed) zeigt sich, dass die Taubheit überwiegend die Seite mit dem blauen Auge betrifft.
Eine Studie aus dem Jahr 1997 zeigte bei 72 % der untersuchten weißen Katzen vollständige Taubheit. Das gesamte Corti-Organ der Hörschnecke war in den ersten Lebenswochen degeneriert. Während dieser ersten Lebenswochen konnten auch keine Reaktionen im Hirnstamm durch akustisch evozierte Potentiale hervorgerufen werden, was darauf hinweist, dass diese Tiere nie eine akustische Wahrnehmung gemacht hatten. Es zeigte sich auch, dass wenige Monate nach der Degeneration des Corti-Organs auch der Hörnerv degenerierte.

## Genetik
Es gibt Studien, welche die angeborene Taubheit bei Katzen auf das beim Menschen bekannte Waardenburg-Syndrom zurückführen. Dieses Syndrom bewirkt Hör- und Pigmentverlust durch eine genetisch bedingte Störung der Neuralleiste. Solch eine Störung kann auch bei Katzen zu Taubheit führen. Das Waardenburg-Syndrom Typ 2A, hervorgerufen durch eine Mutation des Microphthalmie-assoziierten Transkriptionsfaktors (MITF), wurde bei vielen anderen kleinen Säugetieren (Hunden, Mardern, Mäusen) gefunden, die weiß gefleckt (Pigmentmangel) sind und Degenerationserscheinungen am Innenohr, wie bei weißen Katzen, aufweisen.
Das epistatische Weiß der Katze wird durch ein Allel des Gens verursacht, welches die Tyrosinkinase KIT kontrolliert (allgemein mit W bezeichnet) und die Pigmentierung und das Hörvermögen beeinträchtigen kann. Gleich welche Farb- und Zeichnungs-Gene eine Katze mit einem Allel W hat, wird sie immer rein weiß sein. Eine Katze ohne dieses Allel (ww) wird Farbe und Zeichnung zeigen. Mutationen der Tyrosinkinase führen beim Menschen zu gefleckten Pigmentstörungen und unterschiedlichen Augenfarben. Es ist gezeigt worden, dass KIT-Mutationen zur Verstärkung des MITF führen, dem Gen, welches das humane Waardenburg-Syndrom Typ 2A hervorruft.
Weiße Katzen können ihre blauen Augen auch aufgrund des Siam-Point Genes (c, Colouration) haben, welches dann reinerbig vorliegen muss (cc).
Es sind nicht alle Katzen mit blauen Augen vollständig taub. Möglich ist eine extrem ausgeprägte Weiß-Scheckung (S), bei der aber üblicherweise irgendwo am Körper „Farbtupfer“ zu finden sein werden.